# Penicillium citreonigrum
Penicillium citreonigrum é um fungo encontrado no arroz tipo cateto, libera a toxina citreoviridina que causada a doença beribéri.
Apresenta favorável proliferação em locais úmidos. O tratamento deve ser feito com a manutenção dos silos de armazenamento de grãos.[carece de fontes?]